# С-400
С-400 «Тріумф» (спочатку — С-300ПМ3, індекс УО ППО — 40Р6, за кодифікацією НАТО — SA-21 Growler, буквально «Буркун») — російський зенітний ракетний комплекс (ЗРК) великого і середнього радіуса дії, прийнятий на озброєння 2007 року.
Створений для ураження всіх сучасних і перспективних засобів повітряно-космічного нападу — літаків-розвідників, літаків стратегічної та тактичної авіації, тактичних, оперативно-тактичних балістичних ракет, балістичних ракет середньої дальності, гіперзвукових цілей, встановлювачів перешкод, літаків радіолокаційного дозору і наведення та інших. Кожна ЗРС забезпечує одночасний обстріл до 80 цілей (за наявності 8 ЗРК) із наведенням на них до 160 ракет.

## Характеристики
- Дальність виявлення цілі: 600 км
- Кількість одночасно супроводжуваних трас: до 300 цілей;
- Кількість одночасно обстрілюваних цілей (повним складом ЗРК): 36
- Кількість одночасно наведених ракет (повним складом ЗРК): 72
- Максимальна висота враження цілі: 30 км
- Максимальна швидкість цілі що уражається: 4800 м/с;
- Час розгортання ЗРС з маршу: 5-10 хв.
- Час приведення засобів системи до бойової готовності з розгорнутого стану: 3 хв.
- Швидкість переміщення бойових засобів по дорогах з твердим покриттям: до 60 км/год.[4][ангажоване джерело]

## Склад системи[5][4][6]

### Засоби управління 30K6E:
- Пункт бойового управління (ПБУ) 55К6Е (на базі Урал-5323);
- Радіолокаційний комплекс виявлення (РЛК) 91Н6E;

### До 6 зенітних ракетних комплексів 98Ж6Е кожний у складі:
- Багатофункційна РЛС 92Н6Е;
- До 12 пускових установок (ПУ) 5П85ТЕ2 та/або 5П85СЕ2 з 4 ЗКР в транспортно-пускових контейнерах на кожній ПУ;

### Боєкомплект зенітних керованих ракет.
Може бути озброєна двома типами ракет:
- 40Н6Е
- 9М96

### Опційно можуть бути додані наступні засоби:
- Висотна РЛС 96Л6Е;
- Рухома вежа 40В6М для антенного посту зі складу 92Н6Е;

## Номенклатура ракет

### 40Н6Е
На початку липня 2018 року інформаційна агенція ТАРС повідомила про успішне завершення державних випробувань далекобійної ракети 40Н6Е (40N6E) для системи С-400. Нова ракета начебто здатна вражати цілі на максимальній відстані 400 км та висоті до 185 км. За твердженнями з відкритих джерел ця ракета начебто здатна перехоплювати бойові частини балістичних ракет середньої дальності (3000-3500 км) в надатмосферній (екзоатмосферній) висоті в термінальній ділянці траєкторії, що рухаються зі швидкістю до 4800 м/с.
Оголошена ТАРС стеля для ураження цілей ракетою 40Н6Е могла бути навмисно занижена, адже будь вона трохи вища, це означатиме що російські збройні сили здатні збивати супутники на орбіті заввишки 200 км над Землею. Хоча навіть з оголошеною стелею ракета імовірно буде здатна уражати супутники на низькій навколоземній орбіті (від 160 км над Землею).
Слід зазначити, що поширена ТАРС інформація про характеристики ракети 40Н6Е не була офіційно підтверджена ані російськими збройними силами, ані її виробником. З відкритих джерел лише відомо, що вона двоступенева, має активну головку самонаведення, що вмикається на завершальній ділянці траєкторії польоту. Перший тестовий зразок був виготовлений у 2013 році, а у 2015 році була вперше уражена повітряна ціль на випробуваннях (без зазначення відстані, висоти, чи інших параметрів).
До появи 40Н6Е максимальна відстань ураження комплексу С-400 становила 250 км.
Ракета була прийнята на озброєння російської армії у вересні 2018 року. До 2027 року має бути виготовлено та передано до армії понад 1000 одиниць цих ракет. Окрім комплексів С-400 вони будуть використані й у комплексах С-500.
В серпні 2018 року «Алмаз-Антей» оприлюднив такі ТТХ зенітних керованих ракет 40Н6Е:
- Максимальна дальність ураження аеродинамічних цілей, км: 380;
- Максимальна дальність ураження балістичних ракет середньої дальності, км: 15;
- Мінімальна дальність ураження цілей, км: 5;
- Максимальна висота ураження цілей, км: 30;
- Мінімальна висота ураження цілей, км: 0,01;
- Середня швидкість польоту ракети, м/с: 1190;
- Маса ЗКР в ТПК, кг: 2600;
- Стартова маса, кг: 1893;
- Габарити ТПК, мм: 7825×1000;
- Попередньо призначений термін служби, років: 15.

Можливе наведення з літака ДРЛВУ А-50У, а також з важких середньовисотних дронів типу «Сіріус» та космічних джерел.

### 48Н6ДМ[14]
Це модифікація ракет 48Н6, призначених для С-300.

### 9М96[6]
Є щонайменше дві модифікації ракет: 9М96Е та 9М96Е2.
9М96Е
Максимальна дальність ураження цілей, км: 40
Максимальна висота ураження цілей, км: 20
9М96Е2
Максимальна дальність ураження цілей, км: 120
Максимальна висота ураження цілей, км: 30

## Бойове застосування

### Громадянська війна в Сирії

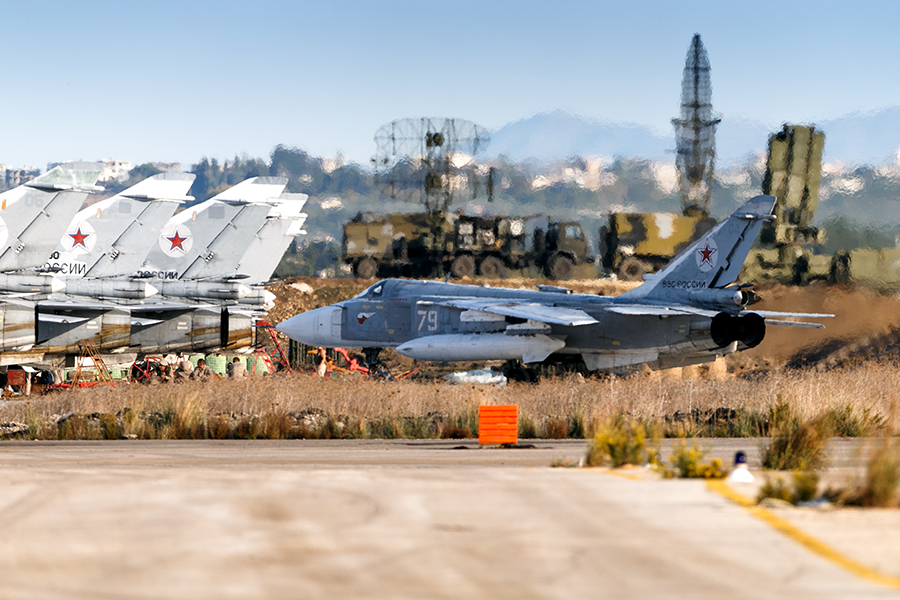
РЛС всевисотного виявлення 96Л6 на задньому плані (крайній з права) на авіабазі «Хмеймім»

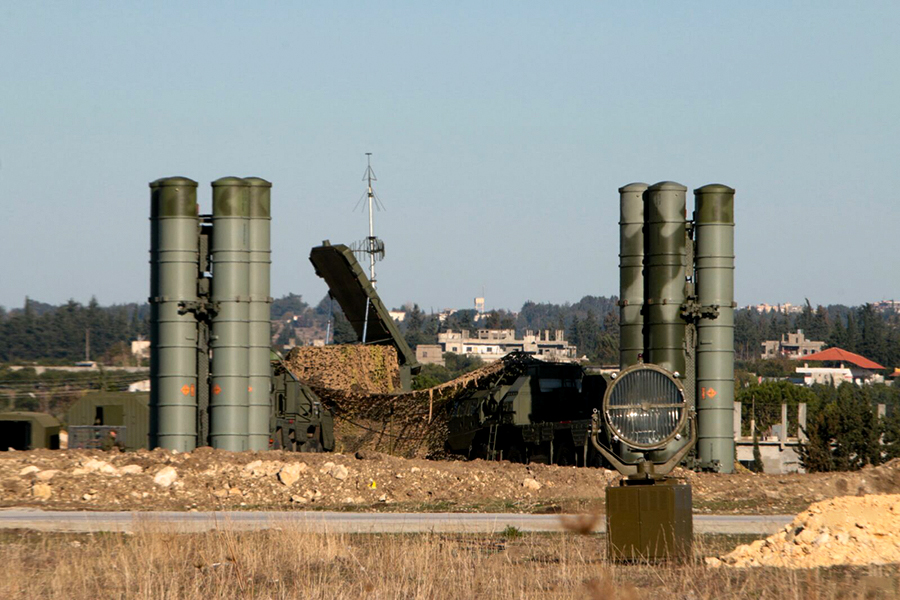
Дві пускові установки 5П85СМ та радар наведення 92Н6 комплексу С-400 на авіабазі «Хмеймім»

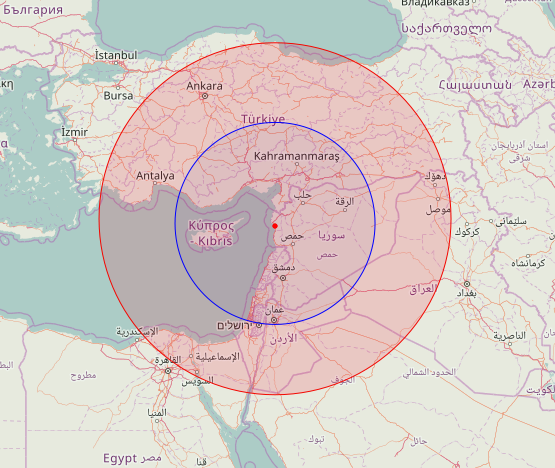
Зона ураження балістичними ракетами з комплексу Іскандер-М (до 700 км) та ракетами 40Н6 комплексу С-400 (до 400 км) розгорнутими на авіабазі «Хмеймім»

На поширених на початку листопада 2015 року російським міністерством оборони фото знімках з авіабази «Хмеймім» було помічено радар 96Л6. Радари цієї моделі входять до складу комплексу С-400 «Тріумф», також можуть бути використані в системах С-300ПМ/ПМУ/ПМУ1 та С-300ПМУ2.
Збиття російського Су-24 турецькими ВПС 25 листопада 2015 року стало зручним приводом до наступного витка акції залякування: вже через добу після збиття Су-24, міністр оборони Росії Сергій Шойгу повідомив про розгортання комплексу С-400 «Тріумф» в Латакії. На підтвердження розгортання комплексу С-400 російське міністерство оборони поширило відео та фотографії з яких випливало, що в Сирії розгорнута нетипова модифікація системи на шасі МАЗ-543М. Крім того, на поширених фотографіях були показані дві транспортно-пускові установки, радар виявлення 96Л6, проте на них не показали радар наведення ракет та командний центр 92Н6 (92Н2), без якого система недієздатна.
Знаходження радара наведення ракет 92Н6 було підтверджене російським міноборони 6 грудня та на супутникових знімках наступного дня. Таким чином, було завершене комплектування системи до її повністю дієздатного складу. Крім того, в жовтні 2016 року міністерство оборони Росії визнало, що направило до Сирії батарею С-300 (без уточнення, про яку саме модифікацію йдеться) для прикриття військової бази в Тартусі, а також кораблів, що знаходяться у прибережній зоні від атак з повітря.
Теоретично, встановлений на базі комплекс С-400 здатен вражати цілі над більшою частиною Сирії, півднем Туреччини, східною частиною Середземного моря, більшою частиною Ізраїлю, британською авіабазою Акротирі на Кіпрі. Також наказ на вихід в море з порту Тартус та знищення всіх цілей, що становитимуть загрозу отримав ракетний крейсер «Москва».
Однак, попри такі можливості, Ізраїльські ВПС й надалі завдавали ударів по об'єктах в Сирії. Так, 20 грудня 2015 року Ізраїльські літаки завдали удару по будівлі в Джерамана де знищили терориста з угрупування Хезболла Саміра Кантара разом з його поплічниками. Ізраїльський уряд відмовився офіційно визнавати участь в цьому ударі. За однією з версій, цей удар став можливим завдяки попереднім домовленостям між прем'єр-міністром Беньяміном Нетаньягу та Володимиром Путіним.
23 січня 2018 року до російської військової бази в порту Тартус прибув великий десантний корабель проєкту 775 Ямал (№ 156). Ним були доставлений радар 96Л6, декілька пускових установок комплексу С-400 (найімовірніше з пусковими контейнерами ракет 48Н6ДМ) а також тягачі з БАЗ-69092-021 та Урал-4320 з невстановленим обладнанням (або командними пунктами) на причепах.

### Російське вторгнення в Україну (з 2022)
У ході російського вторгнення в Україну комплекси С-400 (як і С-300) застосовувались як у своїй основній ролі засобів протиповітряної та протиракетної оборони, так і для ударів по наземних об'єктах. Зокрема, зафіксовано значну кількість ударів ракетами цих комплексів по українській цивільній і критичній інфраструктурі.
В другій половині травня 2022 року за наявною інформацією, з метою нарощування системи протиповітряної оборони, на території північно-західної частини тимчасово окупованого Криму противник розгортає два додаткових зенітних ракетних дивізіони С-400.
Під час чергового масованого ракетного удару по об'єктах критичної інфраструктури 14 січня 2023 року з території Брянської області по Києву були запущені 10 ракет 48Н6ДМ від зенітного комплексу С-400. Ракети летіли за балістичною траєкторією.
Також відомо, що на відстані польоту ракети було розгорнуто такий комплекс поблизу авіабази Зябровка.
Хронологія втрат

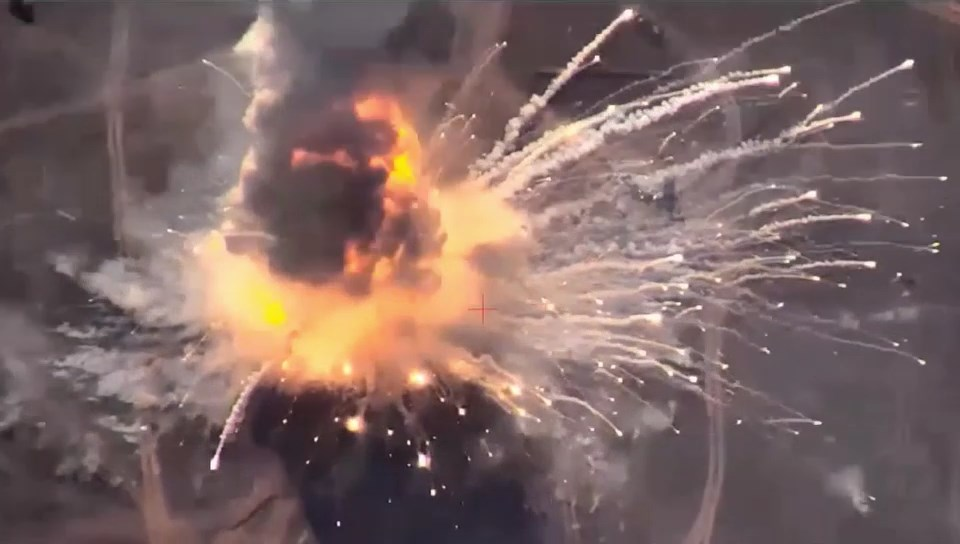
Момент детонації російського С-400, знищеного в Криму 23 серпня 2023 року.

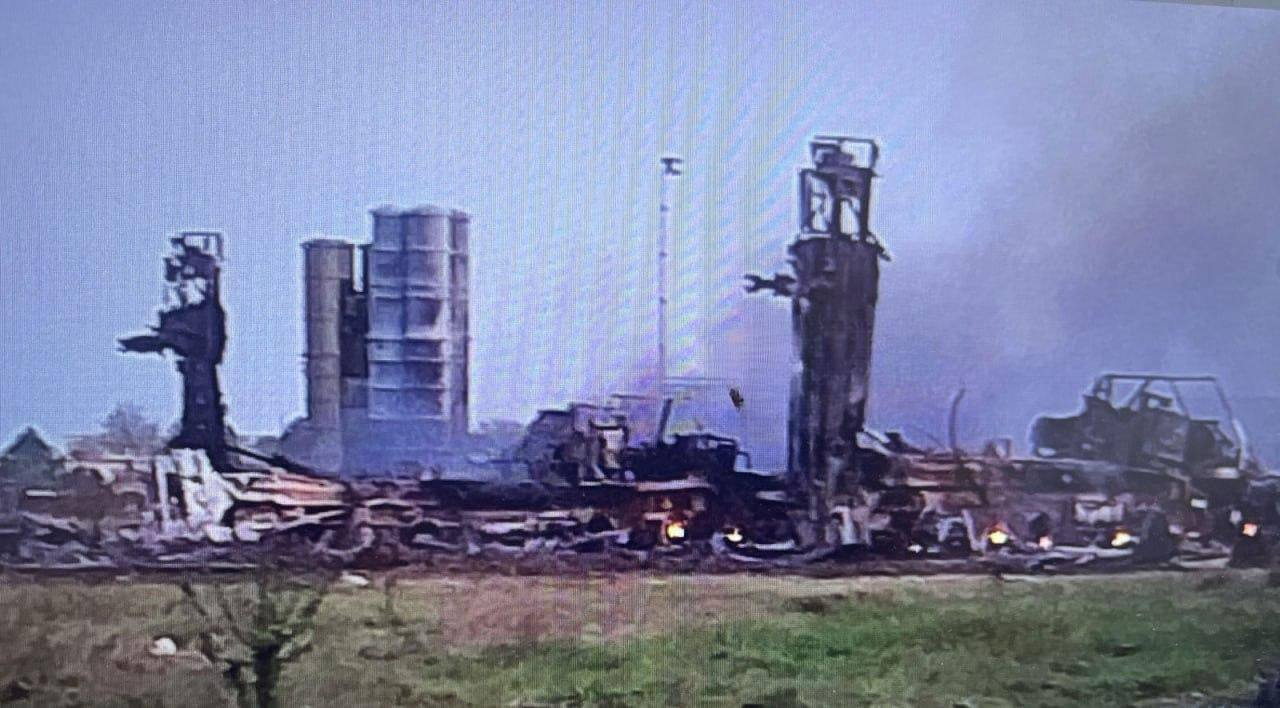
Знищені російські С-400 у Криму на авіабазі Джанкой 17 квітня 2024 року.

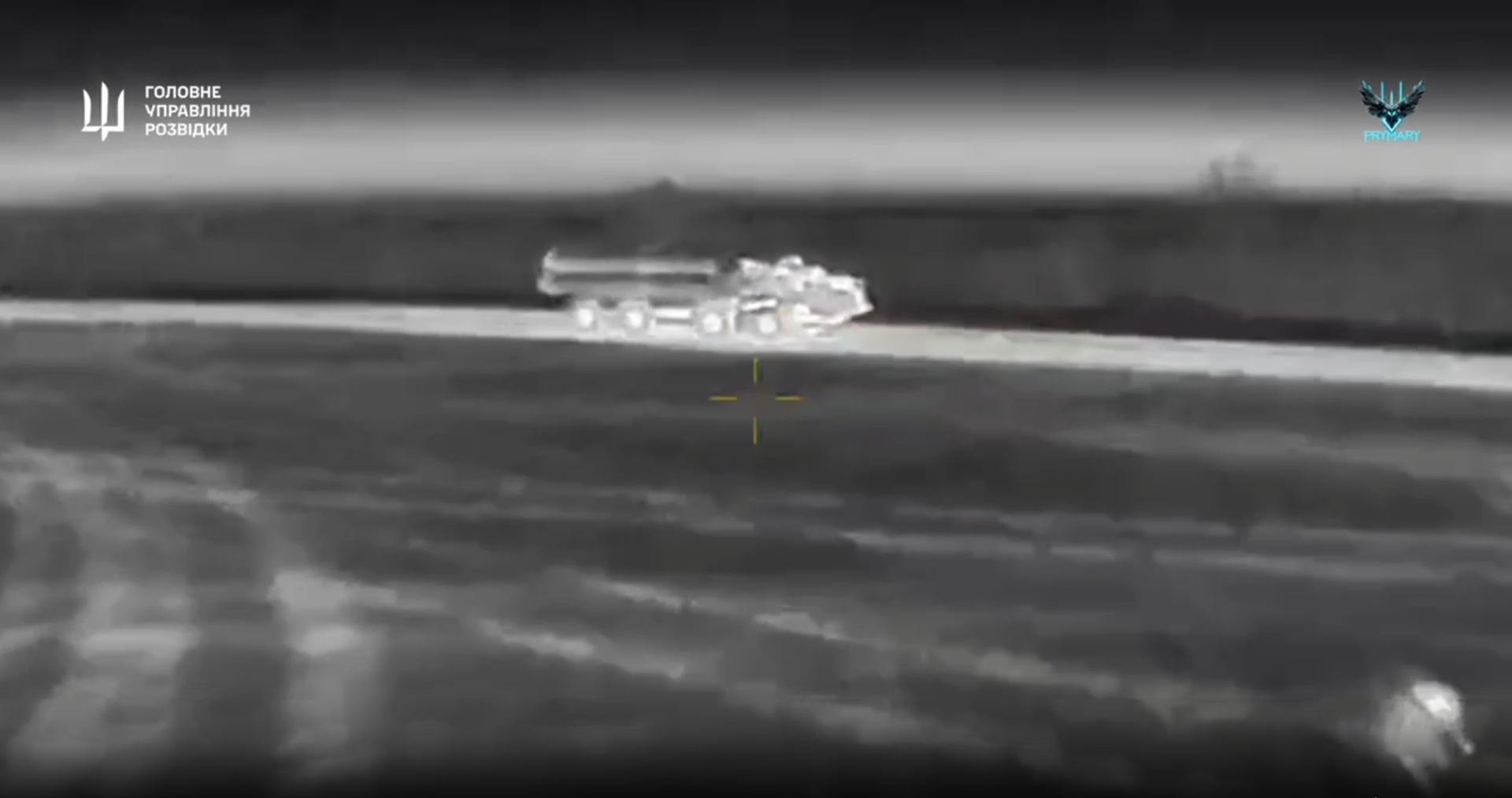
Російський С-400 в об'єктиві українського БПЛА перед ураженням 26 червня 2025 року.

- 5 серпня 2022 року українська армія вперше у світі знищила багатофункційний радар управління вогнем 92Н2Е російської зенітно-ракетної системи С-400 «Тріумф».[32] Результат бою заявлений офіційним російським джерелом.
- У середині травня 2023 року було знищено російський пункт бойового управління 55К6Е зі складу ЗРК С-400 у Херсонській області. Це був перший відомий випадок знищення цього типу техніки[33].
- В липні 2023 року ЗСУ знищили третій комплекс С-400, який розташовувався поблизу Дебальцевого.[сумнівно — обговорити][джерело?]
- 23 серпня 2023 року ЗСУ, поблизу села Оленівка на мисі Тарханкут у тимчасово окупованому Криму, Сили оборони України завдали удару по розгорнутому там комплексу С-400, було знищено дві пускові установки 5П85СМ2-01 комплексу С-400 разом з зарядженими ракетами та особовим складом. Об'єктивний контроль здійснював український розвідувальний БПЛА[34][35]. За словами журналіста Юрія Бутусова, удару було завдано новою версією ракети Р-360 «Нептун» зі збільшеною до 400 км дальністю, розробленою після початку вторгнення[36].
- Близько 5:30 ранку 14 вересня 2023 року, як заявлено, група ударних дронів атакувала РЛС та антени комплексу С-400/С-300, що був розгорнутий на околицях Євпаторії (район між селищами Молочне, Уютне та Заозерне)[5]. Після цього пускові установки були знищені двома крилатими ракетами Р-360 «Нептун»[37].
- В ніч на 17 квітня 2024 року ЗСУ завдали удару ракетами ATACMS з касетними бойовими частинами по комплексу С-400 на аеродромі Джанкой у Криму. На фото ідентифіковано чотири знищені пускові установки.[38] ГУР заявляло про знищення 4 пускових установок, трьох РЛС, командного пункту й систему спостереження за повітряним простором «Фундамент-М».[39]
- 20 та 23 квітня ударами систем HIMARS пошкодили низку машин комплексів С-300 або С-400, включно з командним пунктом та РЛС.[40][41]
- 27 квітня група «Гуси-9» ГУР і 15 ОБрАР «Чорний ліс» виявили та уразили російську радіолокаційну станцію 48Я6-К1 «Подльот», що використовується комплексами С-300 та С-400. Ймовірно, РЛС уразили дронами-камікадзе Warmate.[42]
- У ніч на 15 травня ракетами ATACMS було атаковано аеродром Бельбек у Криму. На фото та відео ідентифікували знищення вантажівки на шасі БАЗ-69092 та багатофункціональної РЛС керування 92Н2Е, а також імовірне пошкодження пускової установки.[43] Крім того, під час удару було знищено два літаки МіГ-31 і склад паливно-мастильних матеріалів.[44]
- 22 травня близько 12:50 ударом ракет ATACMS з касетними бойовими частинами було уражено комплекс у районі аеродрому Моспине в Донецькій області, приблизно за 40 км від лінії фронту (за іншими даними — поблизу села Кленівка, за 65 км від лінії фронту). На фото та відео вдалось ідентифікувати знищення одну пускової установки, комплексу технічного забезпечення 30Ц6Е та РЛС 96Л6Е. РЛС такого типу було знищено вперше за час війни. Також заявлялось знищення командного пункту та ще однієї пускової.[45][46]
- 1 червня 2024 року ЗСУ завдали удару по комплексу С-400 на Бєлгородщині після дозволу США на удари ракетами системи HIMARS по території Росії. Росіяни поширили фото знищених пускових установок і пошкодженої РЛС.[47]
- 10 червня Генеральний штаб ЗСУ повідомив про успішні удари по російських С-400 поблизу Джанкоя та С-300 біля Чорноморського та Євпаторії. У складі С-400 було знищено 48Я6-К1 «Подльот» та, можливо, пошкоджено пускову установку.[48][49]
- 12 червня 2024 року Генеральний штаб ЗСУ повідомив про успішні удари по російських С-400 поблизу Бельбека та Севастополя та С-300 неподалік Бельбека. За заявою знищено два радари й уточнюється інформація щодо третього, також фіксувалась детонація боєкомплекту в усіх трьох районах.[50] За супутниковими знімками було встановлено знищення РЛС 92Н6, тягача з генератором БАЗ-6306 «Вощина» та пускової установки 51П6[51].
- 26 вересня 2024 року, в районі села Філіппова Курської області, було знищено російський новітній комплекс С-400 «Тріумф», який стояв на бойовому чергуванні. Від цієї точки до Курська було лише 30 км. Оператори аеророзвідки 413-го окремого батальйону «Рейд» під час бойового вильоту на Курському напрямку виявили ворожий ЗРК С-400 «Тріумф», вартість якого оцінюється понад 1 млрд доларів. Операція була проведена у взаємодії зі зведеним загоном БПС «Джміль» 78-го окремого десантно-штурмового полку[52].
- Згідно з  повідомленням пресслужби ГУР в ніч проти 26 червня 2025 року дрони спецпідрозділу «Примари» Головного управління розвідки Міноборони України вразили в тимчасово окупованому Криму дві багатофункціональні РЛС управління 92Н2Е; дві РЛС виявлення 91Н6Е; та пускову установку комплексу С-400.[53]

Нідерландське незалежне видання Oryx підтверджує втрату двох командних пунктів, семи радарів та 17 пускових установок С-400.

## Критика
Естонське дослідницьке оборонне агентство опублікувало аналіз, у якому вказується, що реальні можливості С-400 перебільшені: радіус дії цієї системи проти цілей, що низько летять, насправді становить всього 20 кілометрів, а фактична дальність — 150—200 км замість заявлених 400 км. Також, згідно зі звітом, зенітна ракета 40Н6 з передбачуваною дальністю 400 км не повністю пройшла випробування і не настільки надійна. Крім того, там стверджується, що весь комплекс можна нейтралізувати, відключивши або знищивши в ньому лише одну ланку, наприклад, пункт управління або РЛС.
Пізніше експерти The National Interest відповіли на цю критику, заявивши, що нейтралізувати комплекс дещо складніше, адже він розгортається найчастіше із прикриттям ЗРК ближнього радіуса дії, наприклад Панцирь-С1 або «Тор». Проте в цілому експерти National Interest вважають шведський звіт якісним аналізом, який показує, що реальні можливості С-400 все ж не такі, як це заявляється офіційно.

## Оператори
Дійсні
- Росія
- Алжир
- КНР: перший іноземний замовник, контракт підписаний у 2014, перший полковий комплект отриманий у 2018 році[56].
- Туреччина: 12 липня 2019 року було отримано першу частину комплекту техніки замовлених раніше комплексів С-400[57].

### Китай
Китай став першим іноземним замовником зенітно-ракетного комплексу С-400, контракт на які було підписано у 2014 році.
18 січня 2018 року ТАРС з посиланням на «авторитетне» джерело повідомила про початок надходження перших комплексів С-400 до Китаю за контрактом 2014 року. Проте згодом російські логістичні служби визнали, що під час транспортування обладнання комплексу С-400 (за неофіційними даними йдеться про командний пункт, радари тощо) човен потрапив у шторм в районі протоки Ла-Манш в якому було пошкоджено вантаж. Тому довелось повертатись назад до Росії аби фахівці могли оцінити втрати та відправити до замовника лише справні системи. Але водночас у південнокорейському виданні Dong-A Ilbo з'явилась інформація про розгортання перших комплексів С-400 у провінції Шаньдун, неподалік Корейського півострова.
Вже у квітні 2018 року було офіційно повідомлено про успішне доставлення першого полкового комплекту С-400.
У вересня 2018 року Сполучені Штати занесли до санкційного списку Департамент розвитку обладнання Китаю (EDD) та його керівника через, в тому числі придбання ракет для комплексу С-400.

### Туреччина
Туреччина тривалий час шукала можливість та обирала ЗРК великого радіуса дії. Були проведені тендери, розглянуті американські MIM Patriot, китайські HQ-9, французькі SAMP/T.
Рішення придбати чотири батареї комплексів С-400 за $2,5 млрд ухвалене в серпні 2016 року відбулося після невдалої спроби державного перевороту 15 липня 2016 року, коли турецькі ВПС виступили на боці заколотників, та стрімкої зміни у стосунках між Туреччиною та Росією — від збиття Су-24 у 2015 році, до стратегічного партнерства.
Наприкінці серпня 2017 року в інтерв'ю російській газеті «Коммерсантъ» голова Федеральної служби з військово-технічного співробітництва Росії Дмитро Шугаєв заявив, що Росія й Туреччина досягли згоди у постачанні ППО С-400 «Триумф» й питання вже готове до розв'язання. Наприкінці вересня 2017 року заступник міністра оборони Туреччини повідомив, що поки тривають перемовини, але він сподівається, що Росія почне постачання системи протягом наступних двох років. Радник президента РФ натомість підтвердив отримання Росією авансового платежу.
У квітні 2018 року сторони начебто домовились пришвидшити процес виробництва і закупівлі та розпочати постачання перших комплектів вже в липні 2019 року. Однак в жовтні 2018 року міністр оборони Туреччини Гулусі Акар повідомив, що початок надходження комплексів С-400 запланований на жовтень 2019 року. Перед тим, на початку 2019 року до Росії буде відправлено турецьких військових для навчання роботи з цим комплексом.
Зокрема і через придбання Туреччиною комплексів С-400 в серпні 2018 року Сполученими Штатами було накладено мораторій на передачу літаків F-35 Туреччині. 17 червня 2019 року адміністрація Президента США повідомила про припинення участі Туреччини в програмі F-35, і що Туреччина не отримає цих літаків. Навчання турецьких пілотів було припинено ще в червні. Інші учасники програми зі створення F-35 побоюються, що сучасні радари у складі ЗРК С-400 та доступ російських фахівців до них стануть потужним каналом отримання розвідувальної інформації про характеристики малопомітності новітніх літаків.
12 липня 2019 року Міноборони Республіки Туреччина оголосило про початок постачання російських ЗРК С-400 для потреб турецької армії. Перші компоненти С-400 були доставлені на авіабазу Мюртед біля Анкари російськими транспортними літаками.
У серпні 2020 року стало відомо про підписання контракту на постачання другого полкового комплекту С-400 до Туреччини та начебто залишилось лише узгодити технічні аспекти контракту і терміни його виконання.
В жовтні 2020 року турецькі військові поширили фотографію, на якій було дві пускових установки 51П6А на шасі МЗКТ-7930 та БАЗ-6402. Одна пускова установка мала стандартні чотири контейнери для ракет 48Н6Е2. Проте на іншій пусковій установці було два контейнери для ракет 48Н6Е2, а також блок з чотирма меншими контейнерами для ракет 9М96Е або 9М96Е2 з активними голівками самонаведення. Таким чином, Туреччина отримала С-400 в сучасній комплектації, яка надходить на озброєння російських військових, та стала першим іноземним оператором ракет 9М96Е2. Ці ракети, а також іще легші 9М100 є основним озброєнням представленої в грудні 2019 року системи С-350 «Витязь».
У грудні 2020 року Сполучені Штати запровадили санкції проти Секретаріату оборонної промисловості Туреччини згідно з пунктом 231 закону CAATSA.

### Можливі

#### Індія
Індія: в грудні 2015 року уряд ухвалив рішення придбати 5 батальйонів С-400 та ракети до них за $4,5 млрд. Також розглядалась можливість спільного виробництва окремих складових системи (радари, системи управління). Очікується, що остаточно контракт буде підписаний в грудні 2017 року.
Індія має намір придбати 5 полкових комплектів С-400 за понад $6 млрд. Перші комплекти мають надійти на початку 2020 року. Кожен полковий комплект має дві батареї по 4 пускові установки кожна. Таким чином, буде отримано 40 пускових установок в складі 5 полкових комплектів. Також Індія отримає 1200 ракет наддалекого (40Н6) та далекого (48Н6) радіуса дії, але жодної меншого радіуса дії. Придбані комплекси будуть розгорнуті для захисту двох-трьох основних міст країни, включно зі столицею, Нью-Делі.
Проте переговори стосовно цієї угоди тривали й влітку 2018 року. До того ж виникли проблеми через застосовані до російського військово-промислового комплексу санкції з боку Сполучених Штатів (так званий англ. Countering America’s Adversaries through Sanctions Act або CAATSA). Індійський уряд повідомив про спільні з Росією спроби розробити схему обходу цих санкцій та завершення переговорів із підписанням протягом чотирьох місяців контракту.
В серпні 2018 року заступник міністра оборони США Рендал Шрівер повідомив, що Сполучені Штати не виключають можливість накладення санкцій на Індію у випадку успішного придбання нею російських комплексів ППО С-400.
5 жовтня 2018 року під час візиту президента Росії Володимира Путіна у Делі був підписаний контракт на придбання Індією 5 полкових комплексів С-400 загальною вартістю понад $5 млрд.
У лютому 2021 року російська сторона заявила, що постачання Індії зенітної ракетної системи С-400 ведеться за графіком. Перший полк передбачається поставити до кінця 2021 року. Однак, тимчасовий повірений у справах США в Індії Дон Хефлін заявив, що Індія, можливо, не уникне від Вашингтона санкцій щодо країн, які купують російську військову техніку.

#### Саудівська Аравія
Саудівська Аравія: 5 жовтня 2017 року Міністерство оборони Саудівської Аравії та російський уряд підписали угоди про придбання систем С-400, ПТРК Корнет-ЕМ, реактивних вогнеметів ТОС-1А «Солнцепек», автоматичних гранатометів АГС-30 та автоматів АК-103. При цьому Рособоронекспорт має передати частину технологій та налагодити виробництво запасних деталей, необхідних для підтримання зазначених зразків техніки у працездатному стані. Проте, попри гучне висвітлення події у російських ЗМІ, конкретних деталей про зміст підписаних контрактів громадськості не повідомляли, й вони можуть свідчити радше про наміри, а не конкретні результати.

## У рекламі
Системи С-400 неодноразово з'являлись на візуальних рекламних матеріалах різних виробників як мішень для їхніх засобів ураження.
Зокрема, в грудні 2020 року Lockheed Martin у своєму відео показала знищення С-400 за допомогою перспективної ракети Precision Strike Missile (PrSM). Ця ракета розроблена для програми PrSM армії США. Ця нова система зброї класу «земля — земля» з ураженням цілей на відстані понад 500 кілометрів. На відео показано, як ракети PrSM випущені з установки M142 HIMARS вражають цілі, зокрема складові елементи С-400, при цьому наведення ракет здійснює Lockheed Martin F-35.

## Галерея

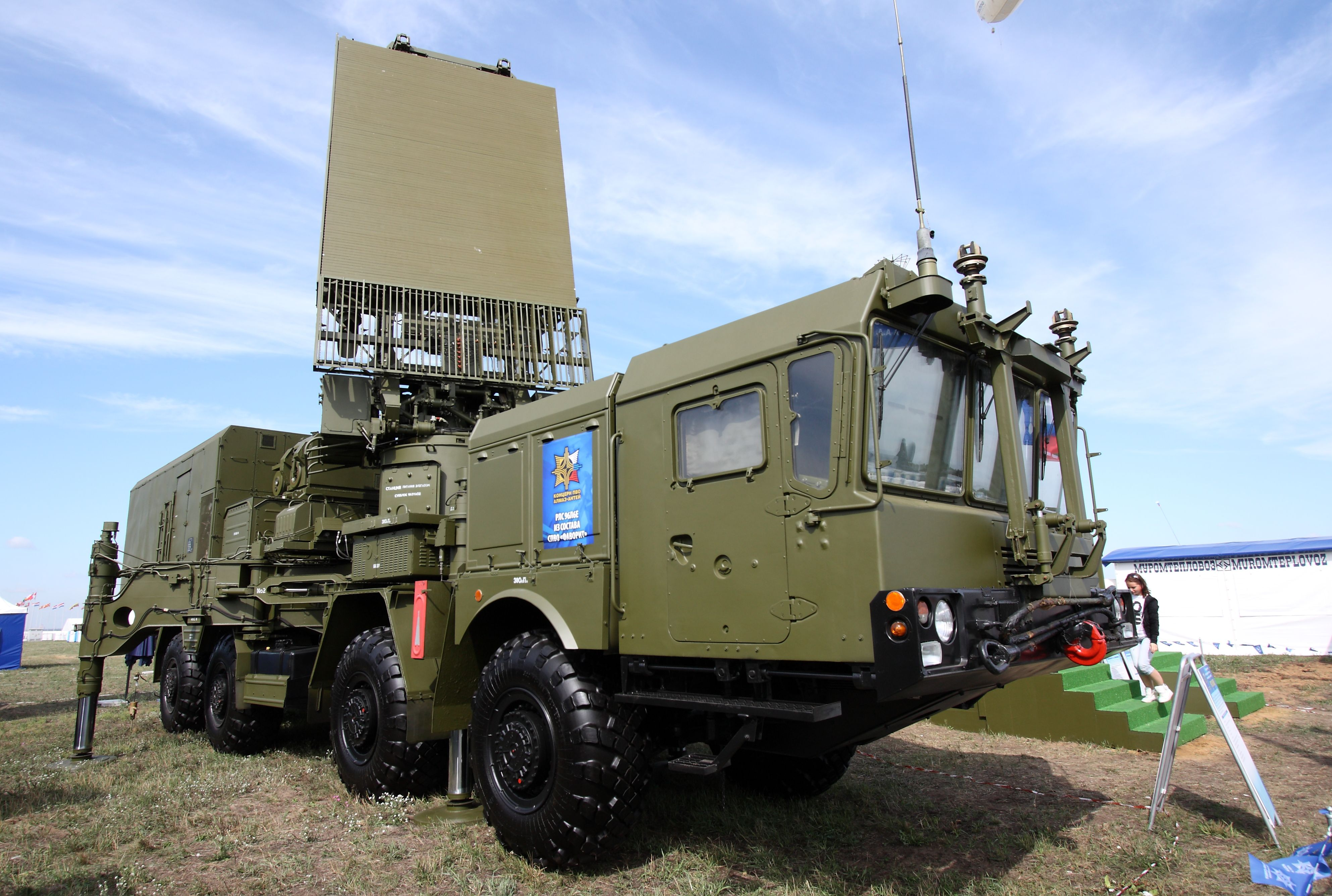
96Л6Е на МАКС-2011
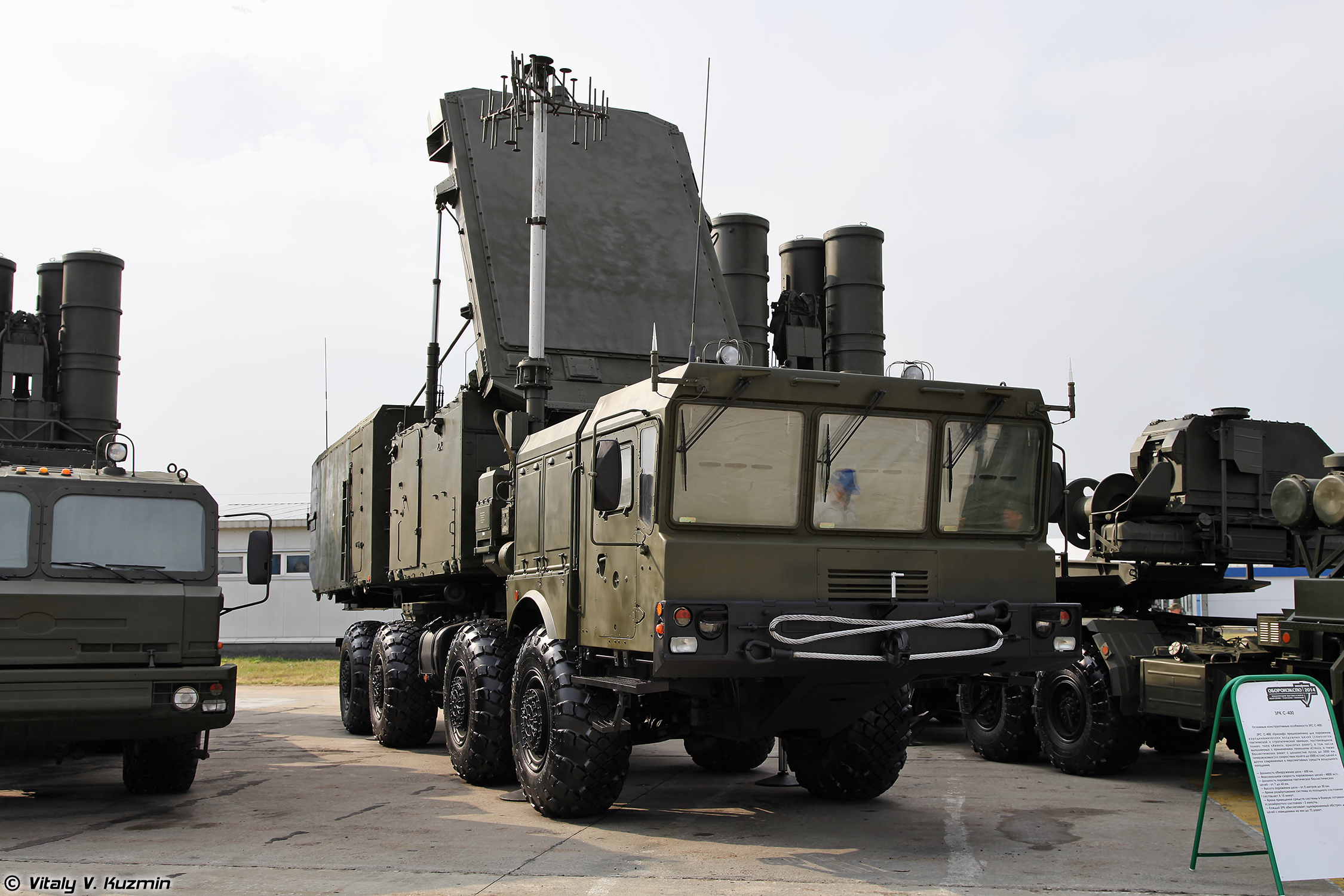
РПН 92Н2 та пускова установка 5П85Т2 зі складу ЗРК С-400, 2014 рік
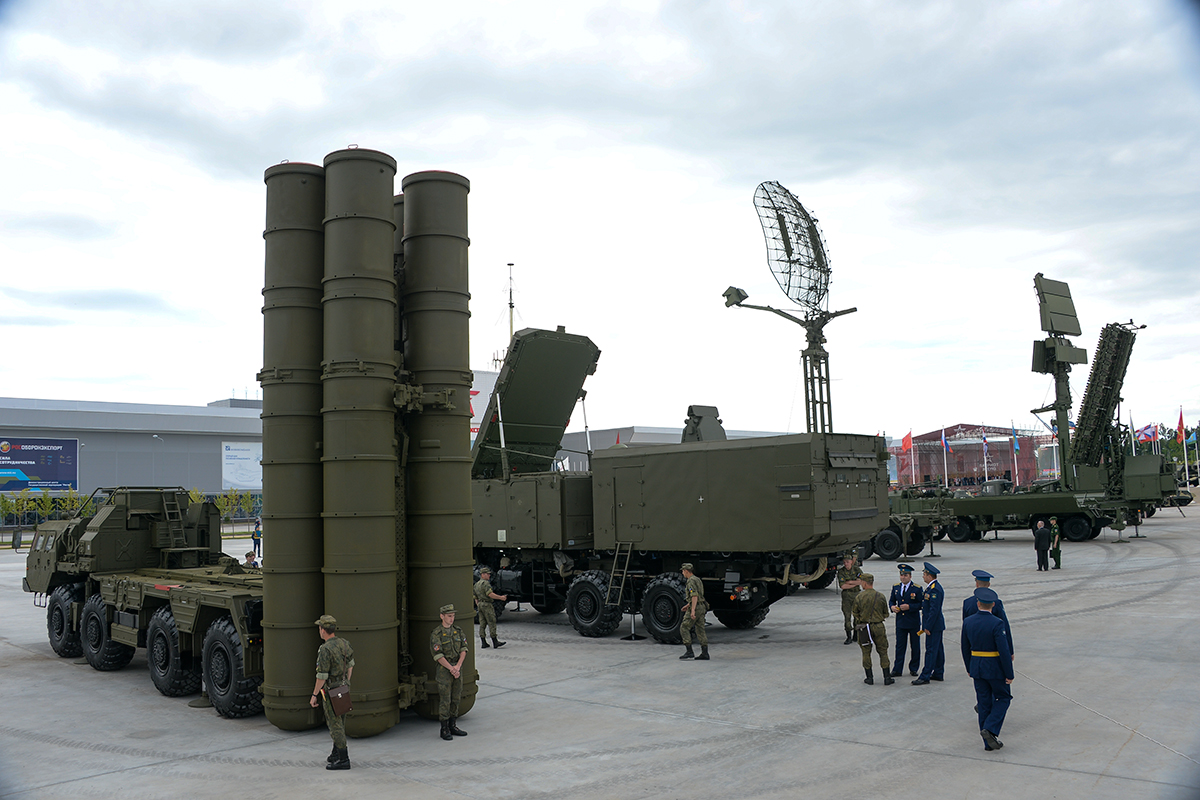
2018 рік
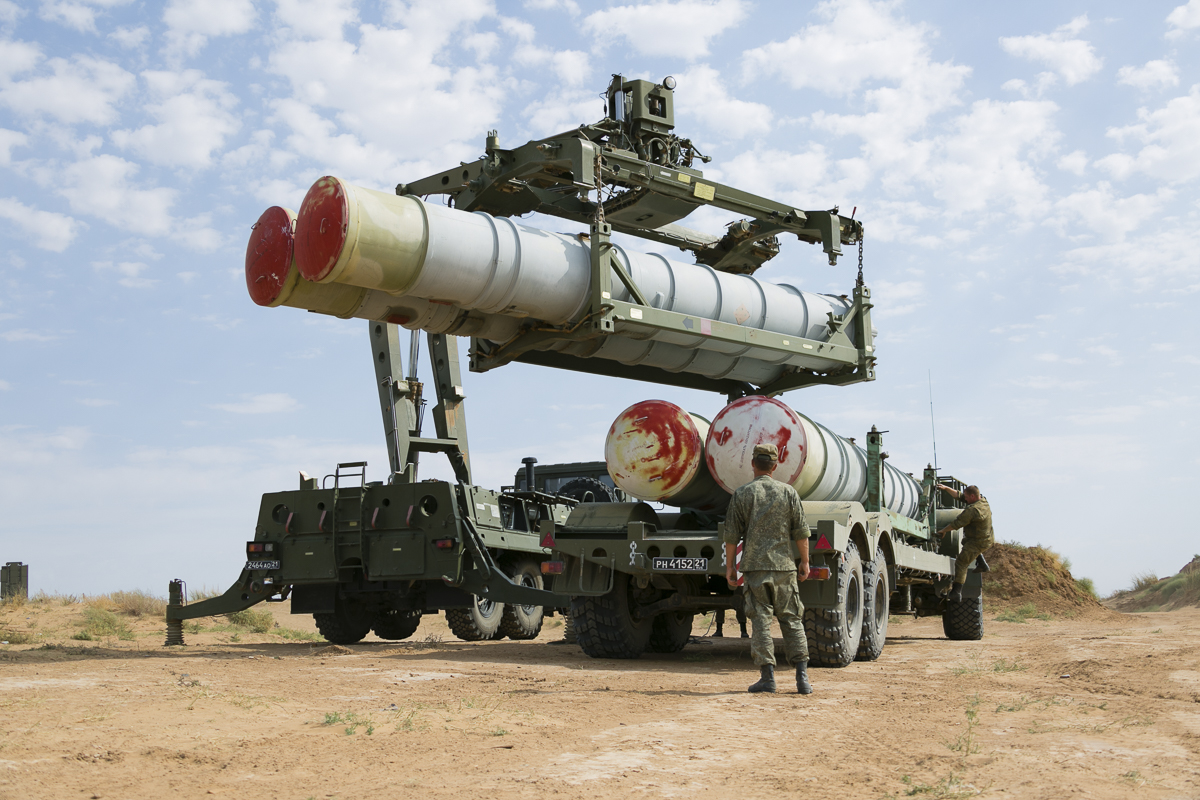
ТЗМ 22Т6 - Ашулук. ТЗМ для С-300 та С-400. На навчаннях «Боевое содружество-2017»